# Edward Białek
Edward Białek (* 15. August 1956 in Żary) ist ein polnischer Literaturhistoriker und Hochschullehrer für Germanistik. Er ist Leiter der Abteilung für Literaturdidaktik im Institut für Germanistik der Universität Breslau.
Er ist Mitherausgeber der Zeitschriften Silesia Nova und Orbis Linguarum.

## Schriften (Auswahl)
- Das Provinzielle als Verhängnis. Aufsätze zur Literaturgeschichte Schlesiens. Sierke, Göttingen 2009, ISBN 978-3-8684-4219-9.
- Lauter Einschnitte. Vorlesungen zur österreichischen Literatur. Neisse Verlag, Dresden 2011, ISBN 978-3-86276-033-6.
- Der Logaubund Liegnitz und die Zeitschrift „Die Saat“ in der literarischen Kultur Niederschlesiens nach dem Ersten Weltkrieg. Neisse Verlag, Dresden 2012, ISBN 978-3-86276-039-8.
- Zwischen Breslau und Wien. Zu schlesisch-österreichischen Kulturbeziehungen in Geschichte und Gegenwart. Neisse Verlag, Dresden 2016, ISBN 978-3-86276-243-9.